# Rim Kun-u
Rim Kun-u (11 febbraio 1981) è un ex calciatore nordcoreano, di ruolo centrocampista.